# 森美月
森 美月（もり みつき、2001年7月21日 - ）は、日本の女子バスケットボール選手である。ポジションはシューティングガード。Wリーグのシャンソン化粧品シャンソンVマジック所属。

## 来歴
愛媛県出身。
聖カタリナ学園高校でインターハイベスト8、愛知学泉大学ではインカレ3位。
2023年12月、シャンソンVマジックにアーリーエントリー登録。